# Smash TV
Smash TV o Smash T.V. è un videogioco arcade del 1990 creato da Eugene Jarvis e Mark Turmell per la Williams e uscito anche per molte piattaforme domestiche nel 1991-1992. È uno sparatutto a due joystick come il precedente Robotron: 2084, prodotto sempre da Jarvis. Come nel gioco precedente, i giocatori devono affrontare ondate di nemici utilizzando delle armi da fuoco. La trama di Smash TV si basa su un show televisivo futuristico in cui i partecipanti competono per vari premi, tra cui le loro stesse vite.
Le versioni per Super NES, Mega Drive, Master System e Game Gear hanno come titolo Super Smash TV.
Il videogioco arcade del 1992 della Williams Total Carnage ha molti elementi in comune con Smash TV, e venne anch'esso programmato da Mark Turmell, ma non si tratta di un seguito.

## Modalità di gioco
Le meccaniche di gioco sono simili a quelle di Robotron: 2084, gioco precedente di Eugene Jarvis, con controlli a due levette e serie di aree a schermo singolo. Possono partecipare anche due giocatori in cooperazione simultanea. Il tema del gioco, ispirato dal film L'implacabile, consiste in un game show violento, ambientato nell'allora futuro anno 1999. Spostandosi da una sala all'altra dello studio/arena, i concorrenti devono eliminare orde di nemici che entrano da porte poste su tutti i quattro lati e raccogliere allo stesso tempo armi, oggetti di potenziamento e premi assortiti, fino alla battaglia finale contro il conduttore dello show, al termine della quale i concorrenti ricevono finalmente i loro premi, la loro vita e la loro libertà.
I nemici vanno da uomini inseguitori armati di mazze, pericolosi solo se toccano il protagonista, a uomini con armi da fuoco, veicoli, creature, robot, mine immobili indistruttibili e boss. Al contatto con un pericolo si perde direttamente una vita.
Eliminata una certa quantità di nemici, una o più porte diventano accessibili al giocatore e si può passare al livello successivo, che dipende dalla porta scelta. Tra gli oggetti del gioco ci sono delle chiavi che, se i giocatori ne raccolgono abbastanza, sbloccano l'accesso a un livello bonus: Pleasure Dome (ovvero la Cupola del Piacere).
In alcuni punti del gioco (versione arcade) il conduttore televisivo interviene con un commento parlato, come ad esempio: "Total Carnage! I love it!" ("Carneficina totale! La adoro!"), "dude!" ("Amico!") e "I'd buy that for a dollar!" ("Lo comprerei per un dollaro!"). La prima frase compare anche nel videogioco del 1991 Total Carnage, che, pur non essendo un seguito diretto, ha meccaniche di gioco simili. La frase "I'd buy that for a dollar!" è una citazione di Bixby Snyder, un conduttore televisivo comico nel film del 1987 RoboCop.

## Sviluppo
Mark Turmell raccontò: "Quando Hasbro staccò la spina a un progetto per un film interattivo a cui stavo lavorando, andai da Williams per progettare videogiochi a monete. Mi trasferii a Chicago, assumetti John Tobias e insieme lavorammo al nostro primo videogioco da sala giochi, Smash T.V."
L'annunciatore del gioco è doppiato dal progettista del suono Paul Heitsch. Il copione venne creato dal progettista del suono e unico compositore del gioco Jon Hey.
Inizialmente la versione arcade uscì senza il livello bonus, Pleasure Dome, nonostante ci fosse del testo che lo menzionava. Il team di progettazione non era sicuro che i giocatori sarebbero davvero stati in grado di arrivare alla fine del gioco. Tuttavia questi ce la fecero e, dopo essere stata informata dai gestori delle sale giochi delle lamentele dei giocatori riguardo l'impossibilità di completare il gioco, la Williams fece uscire una nuova revisione, che includeva il Pleasure Dome.
In un'intervista pubblicata sulla raccolta di classici per PlayStation Arcade Party Pak, Eugene Jarvis e Mark Turmell confermarono entrambi che un seguito di Smash TV era stato contemplato.

## Versioni
Smash TV uscì anche per le console Nintendo Entertainment System, Super NES, Game Gear, Master System e Mega Drive/Genesis, edito dalla Acclaim Entertainment o dalla sua controllata Flying Edge.
Su alcuni sistemi casalinghi come il NES, i giocatori hanno la possibilità di utilizzare le freccette direzionali del secondo controller per controllare la direzione di tiro del personaggio. Attivare quest'opzione per due giocatori richiede l'utilizzo di un multitap. La configurazione del controller dello SNES, con i quattro tasti principali A, B, X e Y nella stessa posizione delle frecce direzionali, si dimostra particolarmente efficace in questo gioco, permettendo al giocatore di sparare in una direzione, mentre corre in un'altra.
Le versioni per home computer vennero prodotte dalla Ocean per ZX Spectrum, Commodore 64, Amstrad CPC, Atari ST e Amiga, e uscirono intorno alla fine del 1991. Nelle versioni Amstrad e Spectrum c'è soltanto la possibilità di sparare nella direzione in cui si marcia, mentre negli altri è possibile il controllo come nella versione arcade, usando due joystick a testa o joystick e tastiera. Le recensioni delle riviste contemporanee furono di solito buone; la rivista di Spectrum CRASH diede alla versione per ZX 97%, rendendolo un Crash Smash.
Nel 1991 la Acclaim ne pubblicò una conversione in gioco elettronico portatile con schermo LCD.
È incluso nel Arcade Party Pak, uscito per PlayStation nel 1999.
È incluso anche nella raccolta Midway Arcade Treasures, disponibile per PC, Nintendo GameCube, Xbox e PlayStation 2 e pubblicata nel 2003. Queste versioni danno al giocatore l'opzione di salvare i punteggi migliori. Smash TV fu anche parte della raccolta del 2012 Midway Arcade Origins.
Uscì in versione digitale sul servizio della Microsoft Xbox Live Arcade per Xbox 360 e fu la prima versione del gioco a includere ufficialmente una modalità cooperativa a due giocatori online. Il servizio venne interrotto nel febbraio del 2010 dopo lo scioglimento della Midway Games.